# کازویوشی ماتسوناگا
کازویوشی ماتسوناگا (انگلیسی: Kazuyoshi Matsunaga؛ زادهٔ ۱۳ نوامبر ۱۹۷۷) بازیکن فوتبال اهل ژاپن است.
از باشگاه‌هایی که در آن بازی کرده‌است می‌توان به باشگاه ورزشی توچیگی، باشگاه فوتبال آویسپا فوکوئوکا، و باشگاه فوتبال سانفریس هیروشیما اشاره کرد.